# مؤسسة القرن القادم
مؤسسة القرن القادم (بالإنجليزية: Next Century Foundation)‏ وتُختصر إلى NCF هي مؤسسة فكرية ومنظمة دبلوماسية، تعمل في مناطق الصراع المختلفة، وفي الشرق الأوسط على وجه الخصوص. تأسست في عام 1990 لتوفير منتدى للمناقشات غير الرسمية بين الفلسطينيين والإسرائيليين، ثم وسعت نطاق اختصاصها من خلال التركيز على العمل في العراق وكشمير وكوسوفو والسودان ومصر وأفغانستان واليمن وسوريا وليبيا.

## أنشطة

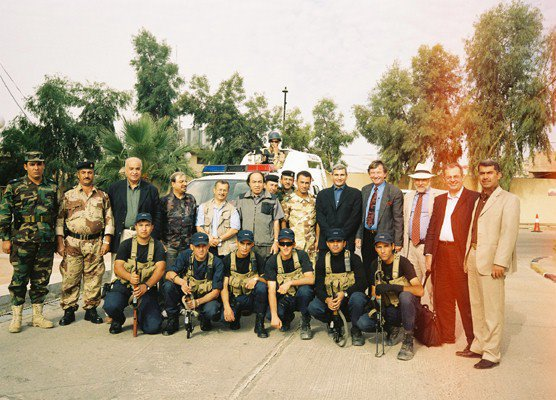
فريق مراقبة الانتخابات التابع للمؤسسة في (المنطقة الحمراء) العراق، الانطلاق إلى محافظة نينوى في عام 2006.

تصف المؤسسة نفسها بأنها «مؤسسة فكرية وعملية» تنتج الأوراق السياسية بالإضافة إلى تسهيل الحوار بين الأطراف المختلفة في جميع أنحاء الشرق الأوسط. وبالتالي، فإن معظم أعمال مؤسسة القرن القادم تعتبر المسار الثاني للدبلوماسية والتي تقام خلف الكواليس. على سبيل المثال:
- أنتجت سلسلة من التقارير حول الوضع السياسي والأمني في العراق، والعلاقات الإقليمية العراقية والأراضي المتنازع عليها (بما في ذلك كركوك). وعادة ما يتبع ذلك بعثات واسعة لتقصي الحقائق في جميع أنحاء العراق، نفذت منذ عام 2003 وشملت بعض المناطق الأكثر خطورة وتقلبًا في العراق.[1]
- تم مراقبة الانتخابات الإقليمية والبرلمانية في العراق منذ عام 2005 (كان مندوبو مراقبة الانتخابات في مؤسسة القرن القادم المراقبين الدوليين الوحيدين الذين يعملون في المنطقتين الخضراء والحمراء في العراق).[بحاجة لمصدر]
- نشر تقريرات أسبوعية على أحوال سوريا منذ 2012.[2]
- استضافت وشاركت في عدد من المؤتمرات حول قضايا مثل حل النزاعات ومكافحة التطرف والهجرة.[3]
- في أبريل 2017، مُنحت مؤسسة القرن القادم مركزًا استشاريًا خاصًا من قبل الأمم المتحدة (UN)[4] وحضرت الدورة الثانية والسبعين للجمعية العامة للأمم المتحدة في سبتمبر 2017 لمناقشة قضايا مثل «حقوق المرأة في البحرين».

## وسائل الإعلام الدولية الجوائز
في عام 2005، أقام المجلس الدولي للصحافة والإذاعة، وهو هيئة فرعية لمؤسسة القرن القادم، حفل توزيع جوائز سنوية للاحتفال بالمعايير العالية للصحافة في الشرق الأوسط.  جوائز للاعتراف بالصحفيين والمذيعين الذين، من خلال المستوى العالي المستمر لعملهم، يشجعون على فهم أفضل لأفراد المجتمع وسياسة العالم. وقد ركزت الجوائز تاريخياً بشكل خاص على منطقة الشرق الأوسط وجنوب آسيا.[بحاجة لمصدر]
في سبتمبر 2013، اندمج المجلس الدولي للصحافة والإذاعة مع منتدى الاتصالات الدولية في خطوة ستشهد في نهاية المطاف حل للمجلس مع جميع أنشطته، بما في ذلك الجوائز الإعلامية السنوية، والانتقال تحت راية ICF.
في يونيو 2017، استضافت مؤسسة القرن القادم (NCF) جوائز وسائل الإعلام الدولية مرة أخرى. أقيم الحدث يوم الأربعاء 28 يونيو.[بحاجة لمصدر]
في عام 2020، أعلنت مؤسسة القرن القادم أنها ستعقد جوائز وسائل الإعلام الدولية مرئيا بسبب جائحة كورونا-19.

## التنظيم
الأعضاء المؤسسون هم رجال أعمال، وسياسيون، وصحفيون، ودبلوماسيون، من بينهم كلود موريس، واللورد أرنولد وينستوك، وديفيد ألاينس، بارون ألاينس، السيد جويد الغصين، وأرنولد جودمان; البارون جودمان، وحاييم يوسف صادوق.
الأمين العام ويليام موريس، والمنسقة ماغي تومكينسون. والأمناء هم مارك جريجوري هامبلي (الولايات المتحدة الأمريكية)، وديفيد ألاينس، بارون تحالف مانشستر (المملكة المتحدة)، وجورج وندسور، وإيرل سانت أندروز (المملكة المتحدة)، وألستير كينغ سميث، والسيد فيفيان وينمان، والسيدة ميلي غوتليب.
يشمل المجلس الاستشاري لمؤسسة القرن القادم: أندرو ستون، بارون ستون من بلاكهيث، السير جيريمي هانلي، ناصر بن حمد محمد آل خليفة، مايكل بينيون، سعد بن طفلة، وليد خالد عيسى طه، جين كينينمونت، القس لاري رايت، العقيد ريتشارد تي راير، وكلوديا شافر.

## روابط خارجية
- موقع الرسمي
- مدونة ممؤسة القرن القادم
- المدونة الصوتية مؤسسة القرن القادم
- موقع مبادرات التغيير